# Namoratunga
1973-ban Asmaron Legesse első ízben írta le a borana naptárat. 1978-ban B.M Lynch és Lawrence H. Robbins Kenyában, a Turkana-tó közelében felfedezett egy 19 kőoszlopból álló alakzatot. A helyet a bennszülöttek Namoratunga néven ismerik (jelentése: „kőemberek”). Lynch és Robbins szerint az oszlopok a borana naptárban használt csillagászati objektumok irányait mutatják. Az oszlopokra vésett jelek (petroglifa) hasonlóságot mutatnak az innen 100 km-re délre lévő temetkezési helynél található jelekhez (a hely neve szintén Namoratunga, ami megkülönböztetésül a Namoratunga I nevet kapta - a csillagászati vonatkozású hely neve Namoratunga II lett).